# Le Livre brisé
Le Livre brisé est une autofiction de Serge Doubrovsky publiée le 23 août 1989 aux éditions Grasset et ayant reçu la même année le prix Médicis.

## Résumé
Mai 1985. L'auteur entreprend un journal intime présenté par son éditeur comme la « version fin de siècle de La Nausée ». Pourtant, l'œuvre reste avortée : la femme de Serge Doubrovsky, jalouse des narrations des amours passées de son mari, lui demande de cesser ce projet littéraire et de raconter frontalement leur vie conjugale sans pudeur aucune. Dès lors, le livre se brise en deux : entre fiction et réalité le lecteur assiste à la trajectoire du couple, jusqu'à la tragédie.

## Critique
Comme le souligne Jean-François Bacot, « Serge Doubrovsky se trouve entier — mais prêt à éclater — dans cette mort qui l'habite. De ce point de vue, la mort d'Ilse pousse jusqu'à l'insupportable la méditation sur la responsabilité et sur l'absurde. C'est par ce manque vertigineux que le néant devient objectivité, au-delà de ce point de douleur les mots fondent en cris : peux plus écrire, que crier, total silence. »

## Polémique
Marc Weitzmann, cousin de Doubrovsky, critique fortement Le Livre brisé dans un de ses romans intitulé Chaos. Il remet en cause l'entreprise littéraire autofictive de l'ouvrage : Serge Doubrovsky y est présenté comme « le roi de l'autobiographie caviardée » et de l'« exhibitionnisme » ayant « manipulé, usé, torturé jusqu'à la fin » un être — sa femme — « psychiquement plus fragile que lui », « dans le seul et unique but d'achever son entreprise littéraire ».

## Éditions
- Éditions Grasset, 1989  (ISBN 2246386314)
- Le Livre de poche, 1991  (ISBN 2253056065)
- Éditions Gallimard, coll. « Folio », 2003  (ISBN 207042944X)

### Vidéo
- Serge Doubrovsky à propos du Livre brisé sur Ina.fr